# トクヤク
株式会社トクヤクは、徳島県徳島市川内町に本社を置く医薬品卸売業の企業であった。
現在は東邦薬品グループの一社「株式会社幸燿」である。

## 概要
- 本社：〒771-0130 徳島県徳島市川内町加賀須野463-23
- 代表取締役社長：平川明博
- 設立：1949年（昭和24年）10月1日

## 沿革
- 1949年（昭和24年）10月1日 - 塩野義系の大阪薬品株式会社の徳島出張所として創業。
- 1956年（昭和31年）9月17日 - 社名を「徳島大薬株式会社」に変更。
- 1988年（昭和63年）3月16日 - 恭生薬品株式会社の徳島県の営業権を譲渡。社名を「株式会社トクヤク」に変更。
- 1998年（平成10年）7月 - 塩野義系の東京都の大森薬品・高田東栄薬品、宮城県のフタミ薬品、大阪府の天泉三丘薬品・大阪薬品、京都府の京西堂、和歌山県の和歌山薬品、鳥取県のサンコー薬品、徳島県のトクヤク、愛媛県の愛薬、福岡県の福岡薬品が合併しオオモリ薬品設立。

## 営業所
徳島県
- 徳島市
- 美馬郡脇町（現美馬市）

## 主な取引メーカー
- 塩野義製薬
- 大鵬薬品工業
- 大塚製薬
- 萬有製薬
- 中外製薬